# Осен (Врачанская область)
Осен (болг. Осен) — село в Болгарии. Находится в Врачанской области, входит в общину Криводол. Население составляет 351 человек.

## Политическая ситуация
В местном кметстве Осен, в состав которого входит Осен, должность кмета (старосты) исполняет Пенка Иванова Илиева (Болгарская социалистическая партия (БСП)) по результатам выборов правления кметства.
Кмет (мэр) общины Криводол — Николай Георгиев Иванов (Болгарская социалистическая партия (БСП)) по результатам выборов в правление общины.